# Llista de Creus de Sant Jordi/2008/Persones

#### Persones
Informació actualitzada per un bot. Els canvis manuals es perdran quan s'actualitzi!
| Persona                        | Wikidata  | Descripció                                                                                | Ocupació                                                         | Imatge |
| ------------------------------ | --------- | ----------------------------------------------------------------------------------------- | ---------------------------------------------------------------- | ------ |
| Mercè Sala i Schnorkowski      | Q1829555  |                                                                                           | polític economista                                               |        |
| Jordi Dauder i Guardiola       | Q2388148  | actor català                                                                              | actor escriptor director de teatre actor de televisió poeta      |        |
| Josep Maria Socías i Humbert   | Q3323586  | polític català                                                                            | polític                                                          |        |
| Antoni Lloret i Orriols        | Q5647098  |                                                                                           | escriptor físic                                                  |        |
| Nolasc Acarín i Tusell         | Q6044507  | metge espanyol                                                                            | metge professor d'universitat escriptor                          |        |
| Anna Tarrés i Campà            | Q8200133  | nedadora i entrenadora catalana de natació sincronitzada                                  | entrenador de natació nedador polític                            |        |
| Jaume Cela i Ollé              | Q11684540 | escriptor català                                                                          | escriptor escriptor de literatura infantil                       |        |
| Jordi Petit                    | Q11685323 | escriptor i activista català en defensa dels drets del col·lectiu LGBT                    | escriptor activista pels drets LGBT                              |        |
| Anna Maleras Colomé            | Q11905650 | ballarina i coreògrafa catalana                                                           | coreògraf ballarí                                                |        |
| Empar Pineda i Erdozia         | Q11919201 | activista lesbofeminista                                                                  | polític                                                          |        |
| Enric Piquet i Miquel          | Q11919342 | jugador de bàsquet i dirigent esportiu català                                             | jugador de bàsquet dirigent esportiu                             |        |
| Francina Boris i Codina        | Q11922932 | locutora de ràdio catalana                                                                | periodista locutor de ràdio                                      |        |
| Jacint Ros i Hombravella       | Q11927077 | economista i polític català                                                               | economista advocat catedràtic assagista                          |        |
| Jaume Arenas i Mauri           | Q11927227 | activista cultural català                                                                 |                                                                  |        |
| Jaume Sobrequés i Callicó      | Q11927366 | historiador i polític català                                                              | historiador museòleg polític professor d'universitat conservador |        |
| Joaquima Júdez i Fageda        | Q11928145 | psiquiatra i pediatra catalana                                                            | metge pedagog catedràtic psicòleg psiquiatre pediatre            |        |
| Jordi Peix i Massip            | Q11928340 |                                                                                           | enginyer                                                         |        |
| Josep Maria Massons i Esplugas | Q11928725 |                                                                                           | metge                                                            |        |
| Montserrat Estil·les Torrente  | Q11937528 | pedagoga espanyola                                                                        | pedagog                                                          |        |
| Ricard Fornesa i Ribó          | Q11945533 | (1931-2014) directiu i advocat català                                                     | jurista advocat banquer empresari executiu d'empresa             |        |
| Rosa Serra i Puigvert          | Q11946292 | escultora catalana                                                                        | escultor                                                         |        |
| Josep Cassú i Serra            | Q16187931 |                                                                                           | músic compositor                                                 |        |
| Francesc Codina i Castillo     | Q16188949 | polític català                                                                            | polític advocat funcionari                                       |        |
| Eulàlia Lledó i Cunill         | Q18564901 | filòloga especialista en investigació dels biaixos sexistes i androcèntrics en els textos | filòleg crític literari escriptor lexicògraf                     |        |